# Manduca anthina
Manduca anthina är en fjärilsart som beskrevs av Jordan 1911. Manduca anthina ingår i släktet Manduca och familjen svärmare. Inga underarter finns listade i Catalogue of Life.